# 닭의장풀과
닭의장풀과(--欌-科, 학명: Commelinaceae 콤멜리나케아이[*])는 닭의장풀목의 과이다.
주로 열대 및 아열대에 분포하며, 세계적으로 39속의 500-600종 가량이 알려져 있는데, 한국에는 닭의장풀·나도생강·자주닭개비·사마귀풀 등의 7-8종이 분포하고 있다.
모두 초본으로서, 줄기는 다소 액질이며, 마디를 가지고 있다. 잎은 갈라지지 않고 어긋나는데, 그 밑부분은 줄기에 붙는 꼬투리가 되어 있다. 꽃은 보통 방사대칭이지만, 때로는 청색의 좌우대칭인 것도 있다. 일반적으로, 3개의 꽃잎대에는 보통 털이 두드러지게 나 있다. 암술은 1개이고, 씨방은 상위로 3개의 방을 가진다.

## 하위 분류
- 닭의장풀아과(Commelinoideae Mirb.)
- 카르토네마아과(Cartonematoideae Faden & D.R.Hunt)